# Mac OS X 10.0
Mac OS X 10.0 (кодовое имя Cheetah — гепард) — первый крупный релиз macOS, операционной системы для настольных компьютеров и серверов от Apple. Он был выпущен 24 марта 2001 года по цене 129 долларов США после публичной бета-версии.
Mac OS X была преемницей классической Mac OS от Apple. Она была создана на основе NeXTSTEP и FreeBSD и имела новый пользовательский интерфейс Aqua, а также улучшенную стабильность и безопасность благодаря новым основам Unix. Операционная система представила графический рендеринговый движок Quartz для аппаратно-ускоренной анимации. Многие технологии были перенесены из классической Mac OS, включая Sherlock и фреймворк QuickTime. Основные компоненты Mac OS X были открыты как Darwin. Mac OS X 10.0 осуществил радикальный отход от предыдущих «классических» операционных систем Macintosh.
Коробочные версии Mac OS X 10.0 также включали копию Mac OS 9.1, которую можно было установить вместе с Mac OS X 10.0 с помощью двойной загрузки (это означало, что для переключения между двумя ОС требовалась перезагрузка). Это было важно по соображениям совместимости; хотя многие приложения Mac OS 9 могли работать под Mac OS X в классической среде, некоторые, например, приложения, напрямую обращающиеся к оборудованию, могли работать только под Mac OS 9.
Через шесть месяцев после выпуска на смену Mac OS X 10.0 пришла Mac OS X 10.1 под кодовым названием Puma.

## Разработка
Разработка Mac OS X 10.0 началась в 1998 году после того, как Apple приобрела компанию NeXT Computer, основанную Стивом Джобсом после его увольнения из Apple в середине 1980-х годов. Первоначальную разработку Mac OS X возглавил Эви Теванян, который ранее работал в NeXT и сыграл ключевую роль в разработке NeXTSTEP. Команда разработчиков столкнулась со значительными трудностями при слиянии классической Mac OS с новой архитектурой на основе Unix, а также при создании современного пользовательского интерфейса, который был бы знаком пользователям Mac.
Mac OS X 10.0 была выпущена для публики 24 марта 2001 года после нескольких месяцев бета-тестирования. Релиз был встречен неоднозначными отзывами: некоторые пользователи хвалили новые функции и стабильность, в то время как другие критиковали отсутствие совместимости со старыми приложениями Mac.
Некоторые из ключевых особенностей Mac OS X 10.0 включали пользовательский интерфейс Aqua, который представил полупрозрачные меню, тени и другие визуальные эффекты; Dock, новый способ запуска и переключения между приложениями; а также новую файловую систему под названием HFS+. Операционная система также включала встроенную поддержку сетевых протоколов, таких как TCP/IP и PPP, а также устройств USB и FireWire.

## Новые и обновленные функции
К особенностям релиза относится Dock — новый способ организации приложений Mac OS X в пользовательском интерфейсе, а также отход от классического метода запуска приложений в предыдущих системах Mac OS. В его состав входил Terminal — эмулятор терминала, обеспечивающий доступ к интерфейсу командной строки Unix в Mac OS X; классическая Mac OS ранее отличалась тем, что была одной из немногих операционных систем без интерфейса командной строки.
Новый почтовый клиент Mail включал возможность настройки программного обеспечения для получения всех учетных записей электронной почты пользователя в одном списке, сортировки писем по папкам, поиска писем и автоматического добавления подписей к исходящим письмам. Адресная книга была новым приложением, которое имело такие функции, как экспорт и импорт карточек в формат vCard, API для взаимодействия с другими приложениями, уведомления об изменении адреса, группы контактов, автоматическое объединение при импорте vCard, настраиваемые поля и категории, а также автоматическое форматирование телефонных номеров.
TextEdit заменил приложение SimpleText, добавив новые функции. Также была представлена поддержка PDF-файлов, позволяющая пользователю создавать PDF-файлы из любого приложения. В ОС представлен новый пользовательский интерфейс Aqua. Некоторые функции Mac OS 9 были перенесены в Mac OS X, включая рабочий стол Sherlock и поисковую систему.

## Удаленные функции
Клиент обмена файлами: система может использовать только TCP/IP, а не AppleTalk, для подключения к серверам, использующим Apple Filing Protocol. Она не может использовать SMB для подключения к серверам Windows или Samba. В качестве сервера система может обмениваться файлами, используя только протоколы Apple Filing Protocol (через TCP/IP), HTTP, SSH и FTP.
Оптические носители: ни воспроизведение DVD, ни запись CD или DVD не поддерживаются. Однако запись аудио CD была добавлена в обновлении Mac OS X 10.0.2 примерно через два месяца после первоначального выпуска.

## Архитектура
Mac OS X построена на Darwin — Unix-подобной операционной системе, производной от FreeBSD. Darwin включает новое ядро XNU, производное от Mach и BSD, в качестве замены наноядра Mac OS, используемого в классической Mac OS. В отличие от Mac OS 9, Mac OS X имеет защищенную память и вытесняющую многозадачность. Это означает, что если память приложения будет повреждена из-за ошибки, приложение выйдет из строя без сбоя всей системы и необходимости ее перезагрузки.
Mac OS X также поддерживала OpenGL, AppleScript, а также API Carbon и Cocoa.

### Языковая поддержка
Mac OS X 10.0 начала короткую эру (которая закончилась с выпуском Mac OS X 10.2 Jaguar), когда Apple предлагала два типа установочных компакт-дисков: 1Z и 2Z CD. Разница между ними заключалась в степени многоязычной поддержки. Редакторы методов ввода упрощенного китайского, традиционного китайского и корейского языков были включены только в 2Z CD. Они также поставлялись с большим количеством языков (полный набор из 15 языков), тогда как 1Z CD поставлялись только с восемью языками и фактически не могли отображать упрощенный китайский, традиционный китайский и/или корейский языки. Вариант 2Z CD был представлен, когда Mac OS X v10.0.3 была выпущена на азиатский рынок (этот вариант не мог быть обновлен до версии 10.0.4). Кратковременный период многоязычной путаницы закончился с выпуском v10.2. В настоящее время все установочные компакт-диски Mac OS X и предустановки включают полный набор из 15 языков и полную многоязычную совместимость.

## Системные требования
- Поддерживаемые компьютеры: Power Macintosh G3, G3 B&W, G4, G4 Cube, iMac, PowerBook G3, PowerBook G4, iBook (Оригинальный «Kanga» PowerBook G3 был единственным G3-based Mac, который не поддерживался Mac OS X).
- Требуемая оперативная память: 128 МБ (неофициально минимум 64 МБ)
- Место на жестком диске: 1,5 ГБ (800 МБ для минимальной установки)

Системные требования Mac OS X 10.0 подвергались критике, так как в то время стандартным объёмом памяти для компьютеров Macintosh было 64 МБ RAM, тогда как для Mac OS X 10.0 требовалось 128 МБ RAM. Также, карты модернизации процессора, которые были весьма популярны для устаревших компьютеров pre-G3 Power Macintosh, не поддерживались (но возможно заставить работать через сторонние утилиты).

## История обновлений
| Версия | Кодовый номер | Дата выхода     | Версия Darwin | Notes |
| ------ | ------------- | --------------- | ------------- | --- |
| 10.0   | 4K78          | 24 марта 2001   | 1.3           | Оригинальный розничный релиз на CD-ROM |
| 10.0.1 | 4L13          | 14 апреля 2001  | 1.3.1         | Apple: Mac OS X 10.0: обновление ПО 1.3.1, обновление 10.0.1 и обновление драйвера принтера Epson обеспечивают улучшение функций, решают проблемы |
| 10.0.2 | 4P12          | 1 мая 2001      | 1.3.1         | |
| 10.0.3 | 4P13          | 9 мая 2001      | 1.3.1         | Информация об обновлении и перед установкой |
| 10.0.4 | 4Q12          | 21 июня 2001    | 1.3.1         | Apple: обновление 10.0.4 и информация перед установкой                                                                                            |
| 10.0.4 | 4R14          | 18 июля 2001    | 1.3.1         | Для Quicksilver Power Mac G4 |
| 10.0.4 | 4S10          | 20 августа 2001 | 1.3.1         | Для Quicksilver Power Mac G4 (двойной 800 МГц) |

## Восприятие
Выпуск Mac OS X 10.0 получил неоднозначные отзывы. ZDNet назвал новую ОС «недоделанной» из-за низкой производительности, паники ядра, а основные приложения, такие как Finder, вызывали зависание системы. CNET оценил Mac OS X 10.0 на 6 из 10, назвав ее «более стабильной, чем предыдущие Mac OS», а также похвалив ее пользовательский интерфейс, управление памятью и скорость, но она не «готова для масс» из-за таких проблем, как отсутствие собственных сторонних приложений для платформы, отсутствие воспроизведения DVD и сложные в использовании пользовательские интерфейсы. Дэвид Поуг заявил в ежедневной газете New York Times, что, хотя он считает, что Mac OS X выглядит лучше и проще в использовании, чем Mac OS 9, с превосходными функциями и меню, она еще не готова для среднего пользователя, поскольку она не так отполирована, в ней отсутствуют такие функции, как запись CD (при запуске), автоматическое планирование выключения, меню меток.